# العلاقات النرويجية الفنزويلية
العلاقات النرويجية الفنزويلية هي العلاقات الثنائية التي تجمع بين النرويج وفنزويلا.

## مقارنة بين البلدين
هذه مقارنة عامة ومرجعية للدولتين:
| وجه المقارنة                                              | النرويج                                                   | فنزويلا                                  |
| --------------------------------------------------------- | --------------------------------------------------------- | ---------------------------------------- |
| المساحة (كم2)                                             | 385.21 ألف                                                | 916.45 ألف                               |
| عدد السكان (نسمة)                                         | 5.33 مليون                                                | 28.87 مليون                              |
| الكثافة السكانية (ن./كم²)                                 | 13.84                                                     | 31.5                                     |
| العاصمة                                                   | أوسلو                                                     | كاراكاس                                  |
| اللغة الرسمية                                             | بوكمول، لغات السامي، نينوشك، اللغة النرويجية              | اللغة الإسبانية، لغة الإشارة الفنزويلية ‏ |
| العملة                                                    | كرونة نروجية                                              | بوليفار فنزويلي                          |
| الناتج المحلي الإجمالي (بليون دولار)                      | 398.83 مليار                                              | 482.36 مليار                             |
| الناتج المحلي الإجمالي (تعادل القوة الشرائية) بليون دولار | 322.23 مليار                                              |                                          |
| الناتج المحلي الإجمالي الاسمي للفرد دولار أمريكي          | 74.40 ألف                                                 |                                          |
| الناتج المحلي الإجمالي للفرد دولار أمريكي                 | 65.61 ألف                                                 |                                          |
| مؤشر التنمية البشرية                                      | 0.944                                                     | 0.762                                    |
| رمز المكالمات الدولي                                      | +47                                                       | +58                                      |
| رمز الإنترنت                                              | .no                                                       | .ve                                      |
| المنطقة الزمنية                                           | ت ع م+01:00، ت ع م+02:00، توقيت وسط أوروبا، أوروبا/أوسلو ‏ | 00                                       |

## منظمات دولية مشتركة
يشترك البلدان في عضوية مجموعة من المنظمات الدولية، منها:
| علم المنظمة | اسم المنظمة                        | تاريخ انضمام النرويج | تاريخ انضمام فنزويلا |
| ----------- | ---------------------------------- | -------------------- | -------------------- |
|             | الاتحاد البريدي العالمي            | ?                    | ?                    |
|             | البنك الدولي للإنشاء والتعمير      | 27 ديسمبر 1945       | 30 ديسمبر 1946       |
|             | منظمة التجارة العالمية             | 1995                 | ?                    |
|             | يونسكو                             | 4 نوفمبر 1946        | 25 نوفمبر 1946       |
|             | المنظمة الهيدروغرافية الدولية      | ?                    | ?                    |
|             | وكالة ضمان الاستثمار متعدد الأطراف | 9 أغسطس 1989         | 9 مايو 1994          |
|             | منظمة حظر الأسلحة الكيميائية       | ?                    | ?                    |
|             | منظمة الشرطة الجنائية الدولية      | ?                    | ?                    |
|             | مؤسسة التمويل الدولية              | 20 يوليو 1956        | 28 ديسمبر 1956       |
|             | الأمم المتحدة                      | 27 نوفمبر 1945       | 15 نوفمبر 1945       |
|             | الاتحاد الدولي للاتصالات           | 1866                 | 13 أغسطس 1920        |

## وصلات خارجية
- موقع وزارة الخارجية النرويجية
- موقع وزارة الخارجية الفنزويلية